# Codici della Carestia indiana
I Codici della Carestia indiana furono uno dei primi metodi di misurazione della disponibilità di cibo per identificare una carestia; furono sviluppati dal colonialismo britannico negli anni 1880. I Codici definivano tre livelli di scarsità di cibo: prossimo alla scarsità, scarsità e carestia. "Scarsità" era definito come tre anni consecutivi di raccolti magri, con produttività del raccolto ridotta da metà a un terzo del normale, che coinvolgeva una vasta parte della popolazione. "Carestia" inoltre includeva un incremento del prezzo del cibo oltre il 140% del "normale", spostamenti di persone alla ricerca di sostentamento, e mortalità diffusa.